# Hypsoblennius ionthas
Hypsoblennius ionthas är en fiskart som först beskrevs av Jordan och Gilbert 1882.  Hypsoblennius ionthas ingår i släktet Hypsoblennius och familjen Blenniidae. Inga underarter finns listade i Catalogue of Life.